# Splitsko-makarska nadbiskupija
Splitsko-makarska nadbiskupija (lat. Archidioecesis metropolitana Spalatensis-Macarskensis) rimokatolička je metropolitanska nadbiskupija utemeljena oko 300. sa sjedištem u Saloni kao Salonitanska biskupija. Oko 640. sjedište se seli u Split. Splitskoj metropoliji od davnih je vremena tradicijski pripadalo prvenstvo nad ostalim hrvatskim biskupijama izraženo naslovom primasa Dalmacije i čitave Hrvatske (lat. Dalmatiae ac totius Croatiae primas) koji su do XIX. st. nosili splitski nadbiskupi.
Na području Republike Hrvatske obuhvaća grad Split i prostor Splitsko-dalmatinske, Šibensko-kninske i Dubrovačko-neretvanske županije te primorski dio susjedne Crne Gore. Sufraganske su joj biskupije Šibenska, Hvarsko-bračko-viška, Dubrovačka i Kotorska biskupija.

## Povijest
Uspostavljena je u III. st. kao Salonitanska biskupija. Prvim biskupom Salone smatra se kršćanski mučenik sveti Venancije, koji je stradao mučeničkom smrću 257. godine. Najznamenitiji salonitanski biskup bio je sveti Dujam († 304.), rodom iz Antiohije, kasniji svetac zaštitnik grada Splita i nadbiskupije, koji je pogubljen u Saloni za vrijeme Dioklecijanovih progona u Rimskom Carstvu. Osim spomenute dvojice, poznati su i drugi kršćanski mućenici rodom ili djelovanjem iz Salone i njene šire okolice, kao što su papa sv. Kajo († 296.), sveti Anastazije, svećenik Asterije, sveti Felicio (Feliks) pogubljeni također u progonima cara Dioklecijana 304. godine.
U vrijeme crkvene uprave biskupa Hezihija (405. – 426.), Salonitanska biskupija uzdignuta je na razinu metropolije, čime je zadobila prvenstvo u rimskoj provinciji Dalmaciji. Pod predsjedanjem biskupa Honorija II. (528. – 547.) održana su u Saloni dva crkvena sabora, 530. i 533. godine, na kojima je Salonitanska biskupija uzdignuta na rang nadbiskupije. U to vrijeme se u sastavu Salonitanske nadbiskupije nalazilo dvanaest sufraganskih biskupija. Te biskupije bile su: Arba, Iader, Scardona, Narona (Vid kod Metkovića), Epidaur, Martar ili Ad Matrices (kraj izvora Vrbasa), Bistua (kraj Zenice ili Travnika), Siscia, Baloe ili Baroe, Ludrum (kod Knina), Sarsenterum (možda Aržano) i Muccur.
Nakon razaranja rimske Salone 641. godine, izbjeglo stanovništvo naseljava se u obližnjoj Dioklecijanovoj palači, gdje nastaje grad Split s katedralom posvećenoj Uznesenju Marijinu, a prvi nadbiskup bio je, prema tradiciji, Ivan Ravenjanin, koji je prema pisanju Tome Arhiđakona, obilazio krajeve Dalmacije i Hrvatske i poganskim Hrvatima navještao kršćansku vjeru. U katedralu se u 7. stoljeću prenose relikvije salonitanskog biskupa mučenika iz 304. godine, svetog Dujma, te svetog Anastazija ili Staša, koji postaju zaštitnicima i suzaštitnicima grada Splita. Splitska Crkva je dugo vremena zadržala staro ime Salonitanske nadbiskupije, čijom se nasljednicom smatrala te su splitski nadbiskupi službeno nosili naslov "nadbiskupa salonitanske crkve" (Salonitae ecclesiae archiepiscopus).
Splitska je nadbiskupija održavala bliske odnose s hrvatskim knezovima i kraljevima koji su je obilato darivali posjedima. Tako je knez Trpimir I. (845. – 864.) potvrdio darovnicu svog prethodnika, kneza Mislava (o. 835. – o. 845.), koji je splitskoj Crkvi darovao crkvicu sv. Jurja na Putalju, što je zabilježeno u tzv. Trpimirovoj darovnici, nastaloj 4. ožujka 852. godine. Istu darovnicu potvrdio je i knez Muncimir.
Godine 925. održan je u Splitu prvi crkveni pokrajnski sabor pod predsjedanjem biskupa Ivana i Leona, legata pape Ivana X. (914. – 928.), na kojem je odlučeno da Split kao grad koji baštini prava stare Salone, dobije crkveno prvenstvo među svim biskupijama od Kvarnera do Boke kotorske. Tu je odluku pokušao osporiti ninski biskup Grgur, zbog čega je 928. godine održan drugi splitski crkveni sabor, pod predsjedanjem papinskog legata Madalberta, na kojem je potvrđeno da se splitski nadbiskup Ivan uzdigne na čast metropolita kojemu su bile podređene sve biskupije na području tadašnje Dalmacije i Hrvatske, dok je papa naredio ninskom biskupu da preuzme skradinsku biskupiju. Splitska je Crkva snažan zamah u razvoju dobila u doba crkvenih reformi koje je u Splitu i cijeloj Hrvatskoj uspješno provodio nadbiskup Lovro (1059. – 1099.) zahvaljujući potpori hrvatskih kraljeva Petra Krešimira (1059. – 1074.) i Dmitra Zvonimira (1075. – 1089.).
Na crkvenom saboru održanom u Splitu 1060. godine, pod predsjedanjem papinskog legata Majnarda, potvrđeno je metropolitansko pravo splitskoj crkvi, a sv. Dujam je potvrđen kao učenik apostola sv. Petra. Prvi zaključak tog sabora iznosi:
| » | Budući da je nekoć, blaženi Dujam bio poslan od apostola Petra u Solin, da propovijeda, određuje se, da ona crkva i grad gdje počivaju njegove svete kosti, ima prvenstvo nad svim crkvama ove provincije i da zakonito dobije metropolitanski naslov nad svim njenim biskupijama, i to tako da se samo po zapovijedi onog biskupa, koji po milosti Božjoj dobije tu stolicu, mogu održavati sinodi i posvećivati biskupi, jer je Gospod rekao: gdje bude tijelo, tu će se skupljati i orlovi." | « |
|   | |   |

Nakon dolaska mađarske dinastije Arpadovića na hrvatsko prijestolje 1102. godine i zbog povremenih mletačkih osvajanja u Dalmaciji, umanjilo se značenje Splitske nadbiskupije. Prvo je 1094. godine, osnivanjem Zagrebačke biskupije, splitska nadbiskupija izgubila svaku stvarnu ili načelnu crkvenu vlast u srednjovjekovnoj Slavoniji, jer je ugarski kralj Ladislav podredio novoutemeljenu biskupiju ostrogonskoj nadbiskupiji. Također, 1120. godine je osnovana Dubrovačka metropolija zbog čega je splitska metropolija izgubila i jugoistočne krajeve. Počevši od 1115. godine Zadar, Rab, Krk i Osor su prihvatili mletačku vlast, dok je Split većinom ostao u sastavu drugih političko-teritorijalnih organizacija. Te političke promjene izazivale su pritisak da se okupirana područja izdvoje iz sastava Splitske nadbiskupije i metropolije, čemu se usprotivio papa Inocent II. te je u buli upučenoj 1138. godine splitskom nadbiskupu Gaudiju (1136. – 1158.) strogo zahtijevao od svih dalmatinskih biskupa da se pokoravaju splitskoj Crkvi, a uz to je naredio da se pokrajinske sinode moraju održavati isključivo u Splitu, gdje „počiva tijelo sv. Dujma, učenika sv. Petra” (lat. ubi corpus Sancti Domnii discipuli beati Petri requiescit) te da se ondje moraju rediti i svi novi dalmatinski sufraganski biskupi. Unatoč tome, papa Anastazije IV. je popustio mletačkim pritiscima i 1154. godine odobrio osnivanje nove zadarske metropolije, kojoj su pridružene sufraganske biskupije u Osoru, Krku i Rabu, a neko vrijeme i hvarska biskupija (vraća se pod upravu splitske metropolije 1181. godine). Svim tim promjenama, suzio se teritorij splitske metropolije na središnju Dalmaciju i unutrašnjost do Gvozda. Unatoč tome, pape su i dalje pridavale izniman značaj ulozi splitskih nadbiskupa. Tako su u drugoj polovici 12. stoljeća trojica nadbiskupa zaredom: Petar VI. Lombard (1161. – 1165.), Gerard (1167. – 1175.) i bl. Arnir (1175. – 1180.) dobili i trajno držali naslov „legata Apostolske Stolice” (lat. legatus Apostolicae sedis) koji je označavao ovlasti veće od onih koje su imali metropoliti.
Uvrijeme bizantske uprave nad Hrvatskom i Dalmacijom, nadbiskup Arnir (Rajnerije) dobio je od bizantskoga cara Manuela I. Komnena potvrdu starih prava i posjeda splitske Crkve. Pozivajući se na te potvrde, nadbiskup Arnir je zahtijevao od velikaša Nikole Kačića povrat otetih posjeda. Međutim, Kačić je 1180. godine naredio svojim ljudima kamenovanje nadbiskupa na obroncima planine Mosor. Nakon što je ubijen, Splićani su počeli Arnira smatrati svecem, iako ga je Rimokatolička Crkva priznala samo kao blaženika.
Tijekom 13. stoljeća splitski nadbiskup postaje primas Dalmacije i cijele Hrvatske (lat. primas Dalmatiae et totiusque Croatia, odnosno Dalmacije i sve Harvatske zemlje parvostolni). Prvi je taj naslov, koliko je poznato, nosio Bernard I. (1199. – 1217.), a naslov se u rečenom obliku ustalio u XVII. st.
Godine 1242. čast i dužnost splitskog nadbiskupa i metropolita zakratko je zadobio zagrebački biskup Stjepan Babonić, koji je pokušao uspostaviti jedinstvo splitske nadbiskupije i zagrebačke biskupije te zadobiti naslov primasa, u čemu su ga spriječili ugarski velikaši. Od 1249. godine vodstvo splitske Crkve preuzeo je talijanski redovnik i kroničar Rogerije iz Apulije, pisac znamenite kronike Carmen miserabile, u kojoj je opisao napad Mongola na Ugarsku. Svojevrsni nastavak tog dramatičnog događaja, koji opisuje mongolski napad na Hrvatsku, zapisao je Toma Arhiđakon, autor kronike Historia Salonitana koji je također, kratko vrijeme bio izabrani splitski nadbiskup.
██ Splitska nadbiskupija u 15. stoljeću. Područje splitske metropolije i njezinih sufraganskih biskupija prikazane su nijansama žute boje.
Posljednji rođeni Splićanin na splitskoj nadbiskupskoj stolici bio je Dujam Luccari (1415. – 1420.), koji je, nakon što su Mlečani zauzeli grad 1420. godine, zauvijek napustio Split i otišao u Ugarsku.
Za vrijeme osmanskog prodora na prostor Hrvatske, koji počinje od druge polovice XV. st., Splitska metropolija je izgubila sve sufraganske biskupije u unutrašnjosti, dok su primorske (Nin, Šibenik i Trogir) ostale svedene na svoju najužu gradsku okolicu, a Makarska je ostala bez biskupa (1520. – 1615.). Kako je splitska Crkva gubila svoj teritorij, tako je jačala uporaba naslova primasa. U vrijeme osmanlijske opasnosti, osobito se istaknuo splitski nadbiskup Bernard II. Zanne (1503. – 1514.) koji je održao govor protiv Turaka na V. Lateranskom koncilu 1512. godine, pozivajući europske vladare na pružanje pomoći Hrvatskoj. Za vrijeme njegova nadbiskupstva izgorio je drevni splitski nadbiskupski arhiv, zbog čega su uništeni brojni vrijedni stari dokumenti i druga arhivska građa.
Na nadbiskupskoj stolici sjedio je i znameniti hrvatski znanstvenik i teolog Markantun de Dominis (1602. – 1616.), koji je došao u sukob s papom i splitskih klerom pa je napustio službu i grad 1616. godine. Za obnovu crkvenoga života u Splitu i Dalmaciji najviše je učinio nadbiskup Stjepan I. Cosmi (1678. – 1707.) koji je, 1700. godine, u Splitu osnovao Nadbiskupsko sjemenište, a posvetio je i brigu očuvanju glagoljskoga bogoslužja. Godine 1701. pomogao je osnivanje Ilirske akademije, a izdao je i Nauk krstjanski kratak složen (1708.). Uz to, doveo je u Split isusovce i kapucine. Njegov nasljednik na splitskoj nadbiskupskoj stolici i bivši trogirski biskup Stjepan Cuppili (1708. – 1720.) nastavio je poticati rad na čuvanju i poticanju hrvatskog jezika i rad Ilirske akademije, koja je bila ključna za obrazovanje glagoljaškoga klera. U promicanju glagoljice istaknuo se i nadbiskup Pacifik Bizza (1746. – 1756.), koji je osnovao glagoljaško sjemenište u Priku kod Omiša.
Posljednji splitski nadbiskup koji je nosio naslov primasa Dalmacije i Hrvatske bio je Lelije Cipiko (1784. – 1807.), nakon čije smrti je uslijedilo dugogodišnje razdoblje sedisvakancije.
Padom Mletačke Republike 1797. i nakon mira u Campo Formiju, Dalmacija se našla u sastavu Austrije gdje je, osim kraćega razdoblja francuske uprave, ostala do propasti Austro-Ugarske Monarhije 1918. godine. Dana 30. lipnja 1828., bulom pape Lava XII. (1823. – 1829.) Locum Beati Petri, a intervencijom austro-ugarskoga cara, splitskoj nadbiskupiji ukinut je naslov metropolije i snižena je na status obične biskupije. Tim činom ujedno je združena s Makarskom biskupijom u osobi istoga nadbiskupa i uključena u Zadarsku crkvenu pokrajinu. Područje splitske i makarske biskupije prošireno je primorskim dijelom ukinute Trogirske biskupije.
Prvi splitski i makarski biskup bio je Pavao Klement Miošić (1830. – 1837.), koji je ustoličen za biskupa nakon što je mjesto (nad)biskupa bilo upražnjeno dvadeset i tri godine. U razdoblju do Prvoga svjetskoga rata, svojim se radom i zalaganjem najviše istaknuo biskup Filip Franjo Nakić (1890. – 1910.) koji je u Splitu osnovao katoličku tiskaru (Leonova tiskara), knjižaru (Sjemenišna knjižara, poslije Hrvatska knjižara) i katoličke novine (Dan) te podupirao širenje katoličkoga pokreta među mladima. Jedan od njegovih nasljednika na biskupskoj stolici, dr. Kvirin Klement Bonefačić (1924. – 1954.) uspio je u splitskom sjemeništu upopuniti osmorazrednu biskupsku klasičnu gimnaziju, osnovati Centralno bogoslovno sjemenište i premjestiti Visoku bogoslovnu školu iz tada talijanskog Zadra.
U većem razdoblju postojanja komunističke Jugoslavije, biskupom je bio dr. Frane Franić (1954. – 1988.), za čijeg se biskupovanja dogodio značajan događaj. Dana 27. srpnja 1969. godine papa Pavao VI. (1963. – 1978.) ponovno je bulom Qui vicariam, za vrijeme biskupa Franića, uzdignuo splitsku biskupiju na razinz nadbiskupije i metropolije te joj kao sufraganske dodijelio šibensku, hvarsku, dubrovačku i kotorsku biskupiju.

## Uprava
Splitsko-makarska nadbiskupija prostire se na površini od 4088 km2 te ima oko 400 000 vjernika.
U crkvenopravnom pogledu splitsko-makarska nadbiskupija je metropolija kojoj su podložene četiri biskupije (šibenska, hvarska, dubrovačka i kotorska).
Po teritorijalno-pastoralnom ustrojstvu splitsko-makarska nadbiskupija sastoji se, u užem smislu, od 13 dekanata sa 183 župe:
- Splitski (katedralni) (12 župa)
- Splitski (konkatedralni) (13 župa)
- Biokovski (11 župa)
- Cetinski (22 župe)
- Imotski (22 župe)
- Kliški (12 župa)
- Makarski (18 župa)
- Neretvanski (16 župa)
- Omiški (10 župa)
- Poljički (19 župa)
- Solinski (10 župa)
- Trogirski (10 župa)
- Kaštelanski (8 župa)

## Statistički podatci Splitsko-makarske nadbiskupije
Statistički podaci za broj svećenika i katolika u ukupnom stanovništvu na teritoriju Splitsko-makarske nadbiskupije:
| Godina | Stanovništvo | Katolici | Postotak katolika | Ukupno svećenika | Katolika po svećeniku |
| ------ | ------------ | -------- | ----------------- | ---------------- | --------------------- |
| 1970.  | 365 000      | 313 000  | 85,8%             | 284              | 1102                  |
| 1980.  | 432 860      | 349 450  | 80,7%             | 320              | 1092                  |
| 1990.  | 495 350      | 473 726  | 95,6%             | 334              | 1418                  |
| 2000.  | 475 000      | 415 000  | 87,4%             | 357              | 1162                  |
| 2010.  | 468 801      | 437 989  | 93,4%             | 380              | 1152                  |

## Popis biskupa i nadbiskupa

### Popis salonitanskih biskupa[16]
- Sveti Venancije (250. – 257.)
- sv. Domnius (Dujam) Antiohijski (284. – 304.)
- Prim[17] (305. – 325.)
- Maksim I. (326. – 346.)
- Leontije (365. – 381.)
- Gajan (381. – 391.)
- Simferij[18] (391. – 405.)
- Hezihij, Esihij[19] (405. – 426.)
- Pashazij[20] (426. – 443.)
- Cezarij (443. – 460.)
- Justin (460. – 473.)
- Glicerije (474. – 480.)
- Honorije I. (481. – 505.)
- Januarije (505. – 510.)
- Stjepan (510. – 527.)
- Honorije II. (528. – 547.)
- Fortinijan (547. – 554.)
- Petar (554. – 562.)
- Probin (562. – 566.)
- Natalij (582. – 592.)
- Maksim II. (596. – 610.)
- Teodor (610. – 614.)

### Popis splitskih biskupa i nadbiskupa
Splitski nadbiskupi
- Ivan I. Ravenjanin (7. stoljeće)
- Petar I. (????)
- Marijan (????)
- Martin I. (????)
- Leon (????)
- Petar II. Splićanin (840. – 860.)
- Justin (860. – 876.)
- Marin (881. – 886.)
- Teodozije Ninski (887. – 890.)
- Petar III. Splićanin (893. – 912.)
- Ivan II. (914. – 925.)

Splitski nadbiskupi i metropoliti
- Ivan II. (925. – 928.)
- Januarije II. (????)
- Frontinijan (????)
- Martin II. (970. – 1000.)
- Pavao (1015. – 1030.)
- Martin III. (1030.)
- Dobralj (1030. – 1050.)
- Ivan IV. (1050. – 1059.)
- Lovro Dalmatinac (1059. – 1099.)
- Krescencije Rimljanin (1100. – 1114.)
- Manases (1112.)
- Grgur (1135.)
- Gaudije Splićanin (1136. – 1158.)
- Absalom (1159. – 1161.)
- Petar VI. (1161. – 1165.)
- Albert kardinal de Morra (papa Grgur VIII.) (1166. – 1167.)
- Gerardo Veronski (1167. – 1175.)
- sv. Rajnerije mučenik (1175. – 1180.)
- Petar VII. Ugrin (1185. – 1187.)
- Petar VIII. (1188. – 1196.)
- Bernard I. iz Perugie (1198. – 1217.)
- Slavić (1217. – 1219.)
- Guncel (1221. – 1242.)
- Stjepan (II.) Babonić, bl. (1242. – 1243.)
- Toma Arhiđakon Splićanin (1243. – 1244.)
- Hugrin (1245. – 1248.)
- Ivan V., bp (1248.)
- Rogerije iz Apulije (1249. – 1266.)
- Ivan VI. (1266. – 1294.)
- Jakob Arhiđakon (1294. – 1297.)
- Petar IX. (1297. – 1324.)
- Belijan (1324. – 1328.)
- Dominik Luccari Splićanin (1328. – 1348.)
- bl. Peregrin Saksonac (1348.)
- Hugolin Branca (1349. – 1388.)
- Andrija I. Gualdo (1388. – 1402.)
- Marin a Cutheis (1402.)
- Peregrin od Aragonije (1403.)
- Dujam II. de Judicibus Splićanin (1407. – 1420.)
- Petar X. Dišković (1413. – 1426.)
- Franjo Malipiero (1427. – 1428.)
- Bartol I. kardinal Zabarella (1428. – 1439.)
- Jakobin Badoer (1439. – 1451.)
- Lovre II. Zanne (1452. – 1473.)
- Petar Riario (1473. – 1474.)
- Ivan VII. Zanetin (1474. – 1476.)
- Petar XI. kardinal Foscari (1476. – 1479.)
- Bartol II. Averoldo (1479. – 1503.)
- Bernard II. Zanne (1503. – 1514.)
- Andrija II. Corner (1514. – 1536.)
- Marko Corner (1536.)
- Alojzije Michieli (1566. – 1575.)
- Ivan Dominik Marcot (1575. – 1602.)
- Markantun de Dominis (1602. – 1616.)
- Sforza Ponzoni (1616. – 1640.)
- Leonard Bondumier (1641. – 1667./8.)
- Bonifacije Albani (1668. – 1678.)
- Stjepan I. Cosmi (1678. – 1708.)
- Stjepan II. Cupilli (1708. – 1720.)
- Ivan Krstitelj Laghi (1720. – 1730.)
- Antun Kadčić (1730. – 1746.)
- Pacifik Bizza (1746. – 1756.)
- Nikola Dinarić (1756. – 1765.)
- Ivan Luka de Garagnin (1765. – 1784.)
- Lelije de Cippiko (1784. – 1807.)

### Popis splitskih i makarskih biskupa
- Pavao Klement Miošić (1829. – 1837.)
- Fr. Benigno Albertini, bp (1838.)
- Josip Godeassi (1840. – 1843.)
- Vjekoslav (Alojzije) Marija Pini (1844. – 1865.)[21]
- Marko Kalogjera (1866. – 1888.)
- Filip Frano Nakić (1889. – 1910.)
- Antun Đivoje (1911. – 1917.)
- Juraj Carić (1918. – 1921.)
- Kvirin Klement Bonefačić (1923. – 1954.)
- Frane Franić (1954. – 1969.)

### Popis splitsko-makarskih nadbiskupa
- msgr. Frane Franić (1969. – 1988.)
- msgr. Ante Jurić (1988. – 2000.)
- msgr. Marin Barišić (2000. – 2022.)
- msgr. Dražen Kutleša (2022. – 2023.)
- msgr. Želimir Puljić (2023.), kao apostolski upravitelj
- msgr. Zdenko Križić (2023. – danas)

## BiOS
Msgr. Ante Jurić utemeljio je 12. travnja 1993., zajedno s voditeljem Caritasa don Markom Ćubelićem, Obiteljsko savjetovalište, kasnije preimenovano u Bračno i obiteljsko savjetovalište (BiOS). Za prvu voditeljicu imenovana je dr. Marica Anđić, liječnica pedodntica. Tijekom velikosrpske agresije na Hrvatsku, savjetovalište je pružalo duhovnu, psihološku i medicinsku pomoć prognanicima i izbjeglicama. Sudjelovalo je i u projektu austrijskoga Caritasa »Žena u nevolji«, financijski podupirajući siromašne obitelji. BiOS pruža pravno i psihološko savjetovanje (realitetna psihoterapija, logoterapija), hagioterapiju, duhovno savjetovanja svećenika, pedagoga, logopeda, ekonomista, obiteljskoga i školskoga liječnika te edukacije i savjetovanje u sustavu Fertility Care i NaPro tehnologiji. Savjetovalište obilježava Tjedan braka, Svjetski dan braka, Dan života i Međunarodni dan obitelji, organizira predavanja, radionice i susrete, surađujući sa župama, vrtićima, školama, Cartisom, laičkim udrugama (Zajednica bračnih susreta, HKLD, Hrvatsko nadzemlje, Zajednica MiR, Centar za hagioterapiju, neokatekumenski put, fokolari, Udruga Betlehem, Katolička udruga Lovet, Prijatelji Malog Isusa), Obiteljskim centrom Splitsko-dalmatinske županije, centrima socijalne skrbi i zdravstvenim ustanovama. BiOS je član Hrvatskoga društva bračnih i obiteljskih savjetovatelja.

## Poveznice
- Splitska katedrala
- Salonitanska biskupija
- Makarska biskupija
- Metropolitanski kaptol u Splitu
- Nadbiskupska palača u Splitu
- Nadbiskupski arhiv u Splitu
- Sudamja